# کمیته المپیک مجارستان
کمیته المپیک مجارستان (مجاری: Magyar Olimpiai Bizottság) یک سازمان ورزشی است که نماینده کشور مجارستان در کمیته بین‌المللی المپیک می‌باشد.
این سازمان که در سال ۱۸۹۵ تأسیس شده مسئول آماده‌سازی و اعزام ورزشکاران به بازی‌های المپیک، بازی‌های المپیک جوانان و بازی‌های اروپایی است. 